# Nie wieder Deutschland

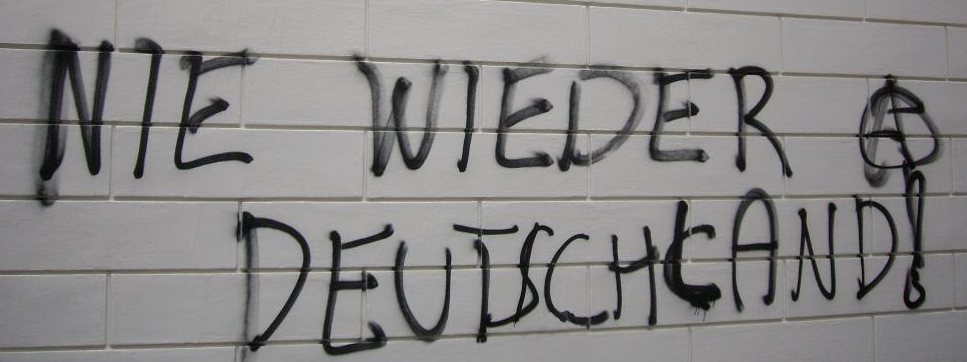
Graffito

„Nie wieder Deutschland!“ ist ein antideutscher Slogan. Er war das politische Motto der Radikalen Linken (RL) und ihrer bundesweiten Demonstration am 12. Mai 1990. Diese richtete sich gegen die sich abzeichnende Deutsche Wiedervereinigung und deren befürchtete Folgen, gegen deutschen Antisemitismus, Rassismus, Nationalismus und Faschismus.

## Entstehung
Das Bündnis „Radikale Linke“ entstand aus einem Treffen von Vertretern der Zeitschrift konkret um Hermann Gremliza, Ökosozialisten und Kommunistischer Bund in Hamburg im April 1989. Zum Folgetreffen im Juli 1989 verfassten die Ökosozialisten Rainer Trampert und Thomas Ebermann ein Grundlagenpapier, das ein Vorbereitungskreis bis Oktober 1989 überarbeitete. Sie planten für Mai 1990 eine Großdemonstration und für Pfingsten (1. bis 3. Juni) 1990 einen Kongress gegen die Wiedervereinigung. Die Initiatoren reagierten damit auf das damalige Wiedererstarken des deutschen Nationalismus, Neonazismus und Geschichtsrevisionismus. Sie warnten vor einem „Vierten Reich“ und einem erneuten deutschen Imperialismus oder Weltmacht-Streben.
Die RL entstand im Trennungsprozess der Ökosozialisten und der Radikalökologen von der Partei Bündnis 90/Die Grünen. Erstere traten im Frühjahr 1990, letztere ein Jahr später aus dieser Partei aus. Ein weiterer Anstoß war der Protest gegen die Haftbedingungen von ehemaligen RAF-Mitgliedern, von denen einige 1989 dagegen in einen Hungerstreik getreten waren. Bis 21. Januar 1990 legten verschiedene Initiatoren Texte für den geplanten Kongress vor, darunter Winfried Wolf, Angelika Beer, Theresia Degener, Georg Fülberth und Jens Scheer. Die Vorbereitungsgruppe verfasste den Demonstrationsaufruf unter dem Titel „Nie wieder Deutschland!“ Bis Januar 1990 trugen mehr als 100 linksgerichtete Gruppen, Parteien und Organisationen das Bündnis und seinen Demonstrationsaufruf mit.
Die Demonstrationsparole knüpfte an Parolen des deutschen Antifaschismus ab 1945 wie „Nie wieder Faschismus“ und „Nie wieder Krieg“ an. Sie stand seit Oktober 1989 fest und folgte einer langen Tradition der Kritik am deutschen Kapitalismus, Nationalismus und Militarismus. So hatte Karl Marx 1844 in seinem Werk Zur Kritik der Hegelschen Rechtsphilosophie aufgerufen: „Krieg den deutschen Zuständen!“ Im selben Jahr dichtete Heinrich Heine in „Die schlesischen Weber“: „Deutschland, wir weben dein Leichentuch“ und „Ein Fluch dem falschen Vaterlande, wo nur gedeihen Schmach und Schande“. Die deutsche 68er-Bewegung aktualisierte diese Tradition und wurde darum 1969 von politischen Gegnern erstmals als „anti-deutsch“ bezeichnet. 1981 veröffentlichte die Hamburger Punk-Band Slime das Lied „Deutschland muss sterben“ mit den Zeilen: 

„Wo Faschisten und Multis das Land regiern, wo Leben und Umwelt keinen interessieren, wo alle Menschen ihr Recht verliern, da kann eigentlich nur noch eins passieren: Deutschland muss sterben, damit wir leben können…“

Die Zeile kehrte die Inschrift „Deutschland muss leben, und wenn wir sterben müssen“ auf dem Kriegerdenkmal am Hamburger Dammtor um, richtete sich also frontal gegen die deutschnationale Opferideologie, mit der beide Weltkriege gerechtfertigt worden waren. Das Lied wurde auf Demonstrationen von Autonomen, Anarchisten und Antifaschisten in Hamburg, Berlin und anderswo oft gespielt. Berliner Gerichte verboten zeitweise das öffentliche Abspielen des Liedes, bis das Bundesverfassungsgericht (BVerfG) ihre Urteile im November 2000 als Verstoß gegen die Kunstfreiheit aufhob. Dabei erinnerte das BVerfG auch an Heinrich Heines Deutschlandkritik.
Die RL führte ihre Demonstrationsparole auf die Schauspielerin Marlene Dietrich zurück. Sie soll 1944/1945 bei ihrer Tour für US-amerikanische Truppen in Europa auf eine Journalistenfrage, ob sie nach Kriegsende nach Deutschland zurückkehren werde, geantwortet haben: „Deutschland? Nie wieder!“ Als die Organisatoren dieses Zitat für die geplante Frankfurter Demonstration verwenden wollten, klagte Dietrich gegen die Mitorganisatorin Jutta Ditfurth, zog die Klage jedoch kurz darauf zurück.

## Demonstrationen

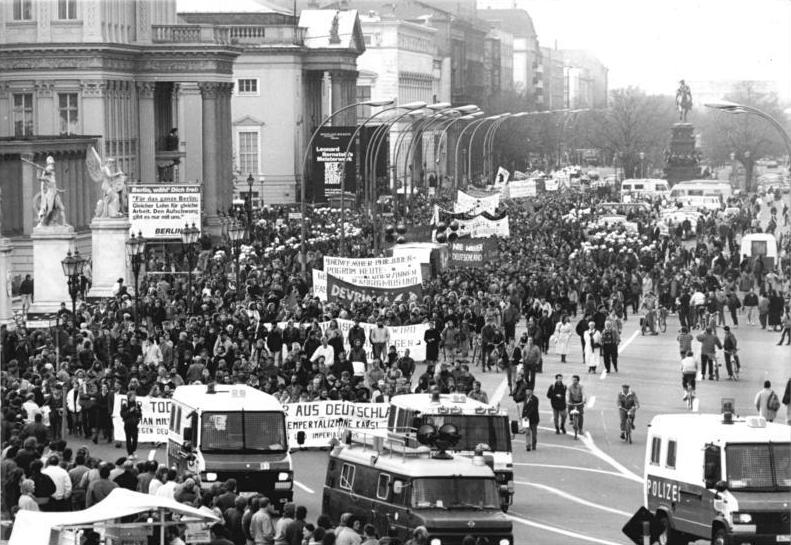
„Der Tod ist ein Meister aus Deutschland“ Demonstration Berlin 3. November 1990

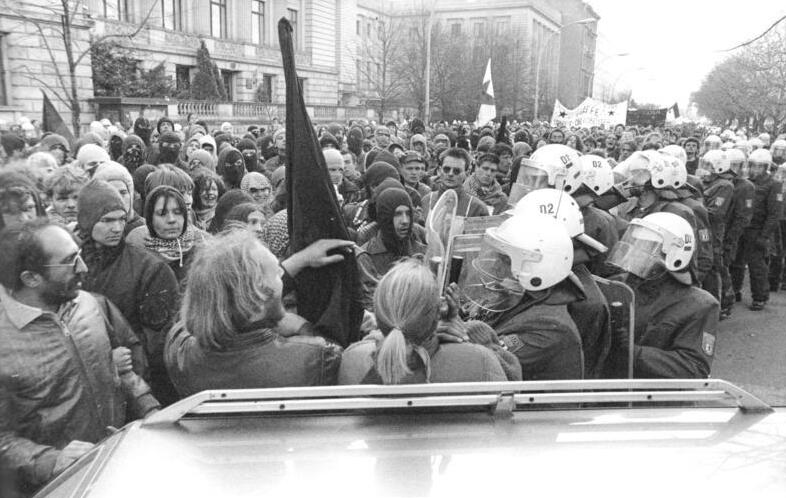
Berlin 3. November 1990

Die erste Nie-wieder-Deutschland-Demonstration des RL-Bündnisses fand am 12. Mai 1990 in Frankfurt am Main mit 20.000 Teilnehmern, die letzte am 3. November 1990 in Berlin statt. Die Frankfurter Demonstration war die größte in der Bundesrepublik gegen die bevorstehende Wiedervereinigung.
Die Berliner Demonstration am 3. November 1990 trug das Motto „Der Tod ist ein Meister aus Deutschland“ und zitierte damit das Gedicht Todesfuge des Holocaustüberlebenden Paul Celan. Ursprünglich war geplant, diese Demonstration unter dem Motto „Nie wieder Deutschland“ in Leipzig stattfinden zu lassen. Da die Organisatoren jedoch nicht mit der Leipziger Montagsdemonstration konkurrieren wollten, wurde die Demonstration mit dem neuen Motto nach Berlin verlegt. An ihr nahmen 8.000 Menschen teil. Vor der Berliner Demonstration organisierten autonome Gruppen in Berlin gänzlich unabhängig vom Bündnis „Radikale Linke“ vom 30. September 1990 bis zum 3. Oktober 1990 unter dem Motto „Halt’s Maul, Deutschland. Es reicht“. Aktionstage für den Wiederzusammenbruch mit einer bundesweiten Großdemonstration am 3. Oktober, an der ca. 20.000 Menschen teilnahmen. Am 12. November 1990, also nur neun Tage nach der Berliner Demonstration, kam es im Kontext von Häuserräumungen zu Auseinandersetzungen um die besetzten Häuser in der Mainzer Straße in Berlin-Friedrichshain und am 14. November zur Räumung der Mainzer Straße.

Demonstration am 3. Oktober 1990

## Kongress
Am Pfingstkongreß 1990 in Köln der RL unter dem Motto Nie wieder Deutschland nahmen 1.500 Menschen teil.

## Folgen
Joachim Bruhn sah 1991 einen Widerspruch der Parole zum sonst von vielen Linken geforderten Selbstbestimmungsrecht der Völker: „Denn was waren die Ereignisse des Oktober 1989 anderes als ein leibhaftiger Volksaufstand, eine spontane Erhebung und veritable Revolution für ganz genau das ‚Recht auf nationale Selbstbestimmung‘, das Deutschlands Linke jahrzehntelang, wenn auch für die Basken und die Palästinenser, eingeklagt hatte? Und was bewiesen die Leipziger Montagsdemonstrationen anderes als die Existenz jenes geheimnisvollen Zusammenhanges von ‚nationaler und sozialer Befreiung‘, den Deutschlands Linke immer nur für Irland und die Westsahara gelten lassen wollte?“
Infolge des Golfkriegs 1991 spaltete sich die RL im Streit um den Israel-Palästina-Konflikt und um linken Antisemitismus unter anderem in Antideutsche und „Antiimperialisten“.
Der ehemalige Bundessprecher der Vereinigung der Verfolgten des Naziregimes Peter Gingold lehnte die Parole nach der Fußballweltmeisterschaft 2006, durch die deutscher Patriotismus normalisiert wurde, als realitätsverweigernd und unproduktiv ab: „Wir dürfen uns jetzt nicht in unserer Reaktion in die Ecke der ‚Antideutschen‘ drängen lassen. Diese Losung ‚Nie wieder Deutschland‘, das kann nicht die unsere sein. Deutschland ist eine Realität. Wir gehören zu diesem Land, wir haben in ihm Verantwortung zu tragen.“ Er habe jedoch auch „für die jungen Leute viel Verständnis […], wenn sie damit meinen, nie wieder ein Deutschland, das soviel Schrecken über die Welt brachte, zuzulassen.“